# Успехи современной биологии
Успе́хи совреме́нной биоло́гии (ISSN 0042-1324) — общетеоретический научный журнал, специализирующийся на обзорах по актуальным вопросам различных разделов современной биологии. Основан в 1932 году. Перевод статей и их издание в англоязычной версии журнала (выходит под названием «Biology Bulletin Reviews») делает доступными достижения отечественных ученых и для зарубежных специалистов.

## История
Первым главным редактором журнала в 1932—1933 годах был И. И. Агол — биолог, известный своими работами по генетике и философским проблемам науки.
В разные годы редакцию журнала возглавляли: акад. В. Л. Комаров (1938—1945), акад. Л. А. Орбели (1945—1949), член-корр. АН СССР Г. К. Хрущов (1949—1962), акад. А. Н. Белозерский (1963—1972), д.б.н. А. Н. Студитский (1973—1989, и. о.), акад. В. Е. Соколов (1989—1993), акад. Ю. И. Чернов (1993—1995), акад. Ю. П. Алтухов (1995—2006), член-корр. РАН И. А. Захаров-Гезехус (2006—2021).
В настоящее время главный редактор — член-корреспондент РАН А. М. Кудрявцев. Отв. секретарь — С. В. Бекетов. Среди членов редколлегии: академик РАН А. Ю. Розанов, члены-корреспонденты РАН: Н. Б. Гусев, И. А. Захаров-Гезехус, А. О. Алексеев, М. И. Гладышев, В. В. Кузнецов, В. Ю. Макеев, профессора: В. М. Земсков, К. В. Крутовский, А. П. Козлов, Е. З. Кочиева, А. В. Родионов.
Входит в международные реферативные базы данных и системы цитирования: ChemWeb, Google Scholar, OCLC, Summon by ProQuest, Springer.
Включён в РИНЦ и входит в список научных журналов ВАК для публикации основных результатов диссертационных исследований.
Адрес редакции: 119991, г. Москва, ГСП-1, ул. Губкина, д. 3.